# Communauté de communes de la Région de Beaujeu
La communauté de communes de la région de Beaujeu est une ancienne communauté de communes française, située dans le département du Rhône et la région Rhône-Alpes, qui existe entre 1994 et 2013.

## Histoire
La communauté de communes de la région de Beaujeu est créée par arrêté préfectoral du 23 décembre 1997.
Elle a pour but de favoriser un développement équilibré du territoire qui regroupe la capitale historique du Beaujolais et des Beaujolais Villages, un peu du Beaujolais vert ainsi que l'essentiel des grands crus.
Son action passe par des aides à l'économie, au logement, à l'amélioration du cadre de vie par des services nouveaux à la population et la protection de l'environnement.
Le 1er janvier 2014, elle fusionne avec la communauté de communes Baujolais Val de Saône et la commune de Cenves pour former la communauté de communes Saône Beaujolais.

## Composition
Elle regroupe 17 communes :
- Les Ardillats
- Avenas
- Beaujeu (siège de l'intercommunalité)
- Chénas
- Chiroubles
- Émeringes
- Fleurie
- Juliénas
- Jullié
- Lantignié
- Marchampt
- Quincié-en-Beaujolais
- Régnié-Durette
- Saint-Didier-sur-Beaujeu
- Vauxrenard
- Vernay
- Villié-Morgon